# Cipollino
Cipollino, o Cebeta, és un personatge fictici de l'obra epònima de Gianni Rodari Il romanzo di Cipollino (La novel·la d'en Cebeta), a més de la versió reanomenada de 1957 Le avventure di Cipollino (Les aventures d'en Cebeta), un conte infantil sobre l'opressió política. Havia aparegut anteriorment a la revista infantil Il Pioniere, on Rodari n'era l'editor. Cipollino va ser popular a la Unió Soviètica, fins al punt de ser adaptat en un ballet compost per Karen Khatxaturian i coreografiat per Genrik Alexandrovich Maiorov, que es va estrenar el 1974 a l'Òpera Nacional d'Ucraïna.
En un món habitat per vegetals antropomòrfics, Cipollino lluita contra el tractament injust dels seus conciutadans vegetals per part de la fruita de la reialesa (el Príncep Llimona i el Senyor Tomàquet). El tema principal és la lluita de les classes baixes contra els poderosos, el bé contra el mal, i la importància de l'amistat davant de les dificultats.

## Adaptacions
- Chipollinos tavgadasavali (L'aventura de Cippolino), telefilm georgià[5]
- Cipollino, una pel·lícula soviètica de 1961 animada per l'estudi Soyuzmultfilm[6]
- Cipollino, una pel·lícula soviètica dirigida per Tamara Lisitsian